# Oscar Soubeyran de Saint-Prix
Oscar Soubeyran de Saint-Prix, né le 1er juin 1829 à Valence (Drôme) et mort le 21 octobre 1904 à Saint-Péray (Ardèche), est un homme politique français.

## Biographie
Petit-fils d'Hector de Soubeyran de Saint-Prix, conventionnel. Il est négociant à Privas. Maire de Saint-Péray et conseiller général, il est élu député républicain de l'Ardèche en 1881. Il ne se représente pas en 1885, mais profite de l'invalidation des élections pour retrouver un siège de député en 1886. Battu en 1889, il devient sénateur de l'Ardèche de 1892 à 1903. Il s'occupe essentiellement de questions locales, relayant les pétitions de ses électeurs.

## Sources
- « Oscar Soubeyran de Saint-Prix », dans Adolphe Robert et Gaston Cougny, Dictionnaire des parlementaires français, Edgar Bourloton, 1889-1891 [détail de l’édition]
- « Oscar Soubeyran de Saint-Prix », dans le Dictionnaire des parlementaires français (1889-1940), sous la direction de Jean Jolly, PUF, 1960 [détail de l’édition]